# Asota suffusa
Asota suffusa är en fjärilsart som beskrevs av Pieter Cornelius Tobias Snellen 1891. Asota suffusa ingår i släktet Asota och familjen nattflyn. Inga underarter finns listade i Catalogue of Life.